# Championnat de Suisse de hockey sur glace 1950-1951
Saison précédente Saison suivante
La saison 1950-1951 est la 42e saison du championnat de Suisse de hockey sur glace.

## Ligue nationale A

### Première phase

#### Groupe 1
| Clt   | Équipe           | PJ | V | D | N | BP | BC | Diff | Pts |
| ----- | ---------------- | -- | - | - | - | -- | -- | ---- | --- |
| +001, | Zürcher SC       | 6  | 5 | 0 | 1 | 31 | 11 | +20  | 10  |
| +002, | HC Bâle-Rotweiss | 5  | 1 | 2 | 3 | 23 | 27 | -4   | 5   |
| +003, | CP Berne         | 5  | 2 | 3 | 1 | 23 | 29 | -6   | 5   |
| +004, | HC Davos (T)     | 6  | 0 | 3 | 3 | 23 | 33 | -10  | 3   |

- En gras : qualifié pour la poule finale
- En italique : en tour de relégation

#### Groupe 2
| Clt   | Équipe                  | PJ | V | D | N | BP | BC | Diff | Pts |
| ----- | ----------------------- | -- | - | - | - | -- | -- | ---- | --- |
| +001, | HC Arosa                | 6  | 5 | 0 | 1 | 68 | 17 | +51  | 11  |
| +002, | Lausanne HC             | 6  | 4 | 1 | 1 | 38 | 22 | +16  | 9   |
| +003, | Grasshopper Club Zurich | 6  | 1 | 5 | 0 | 22 | 55 | -33  | 2   |
| +004, | Young Sprinters HC      | 6  | 1 | 5 | 0 | 19 | 53 | -34  | 2   |

- En gras : qualifié pour la poule finale
- En italique : en tour de relégation

### Poule finale
| Clt   | Équipe           | PJ | V | D | N | BP | BC | Diff | Pts |
| ----- | ---------------- | -- | - | - | - | -- | -- | ---- | --- |
| +001, | HC Arosa         | 6  | 4 | 1 | 1 | 39 | 21 | +18  | 9   |
| +002, | Lausanne HC      | 6  | 3 | 1 | 2 | 35 | 27 | +8   | 8   |
| +003, | Zürcher SC       | 6  | 2 | 2 | 2 | 21 | 23 | -2   | 6   |
| +004, | HC Bâle-Rotweiss | 6  | 0 | 5 | 1 | 16 | 40 | -24  | 1   |

- En gras : champion de Suisse

Arosa remporte le 1er titre de son histoire.

### Tour de relégation
| Clt   | Équipe                  | PJ | V | D | N | BP | BC | Diff | Pts |
| ----- | ----------------------- | -- | - | - | - | -- | -- | ---- | --- |
| +001, | HC Davos (T)            | 6  | 4 | 1 | 1 | 42 | 26 | +16  | 9   |
| +002, | CP Berne                | 6  | 3 | 2 | 1 | 35 | 34 | +1   | 7   |
| +003, | Grasshopper Club Zurich | 6  | 3 | 3 | 0 | 36 | 31 | +5   | 6   |
| +004, | Young Sprinters HC      | 6  | 1 | 5 | 0 | 29 | 51 | -22  | 2   |

- En italique : en barrage de promotion/relégation LNA/LNB

### Barrage de promotion-relégation LNA/LNB
Young Sprinters HC - HC La Chaux-de-Fonds 8-7
Les Young Sprinters de Neuchâtel se maintiennent en LNA et La Chaux-de-Fonds reste en LNB.

## Ligue nationale B

### Premier tour

#### Groupe III
| Clt   | Équipe                     | PJ | V | D | N | BP | BC | Diff | Pts |
| ----- | -------------------------- | -- | - | - | - | -- | -- | ---- | --- |
| +001, | HC La Chaux-de-Fonds       | 8  | 6 | 1 | 1 | 61 | 27 | +34  | 13  |
| +002, | EHC Rot-Blau Bern (de) (P) | 8  | 5 | 3 | 0 | 43 | 30 | +13  | 10  |
| +003, | HC Viège                   | 8  | 4 | 2 | 2 | 20 | 24 | -4   | 10  |
| +004, | EHC Kloten                 | 8  | 2 | 5 | 1 | 30 | 44 | -14  | 5   |
| +005, | HC Bâle-Rotweiss II        | 8  | 1 | 7 | 0 | 13 | 42 | -29  | 2   |

- En gras : qualifié pour la poule finale

### Poule finale
À l'issue de la poule finale, le HC La Chaux-de-Fonds se qualifie pour le barrage de promotion-relégation LNA/LNB.